# سامانه طبقه‌بندی اقلیمی تروارثا

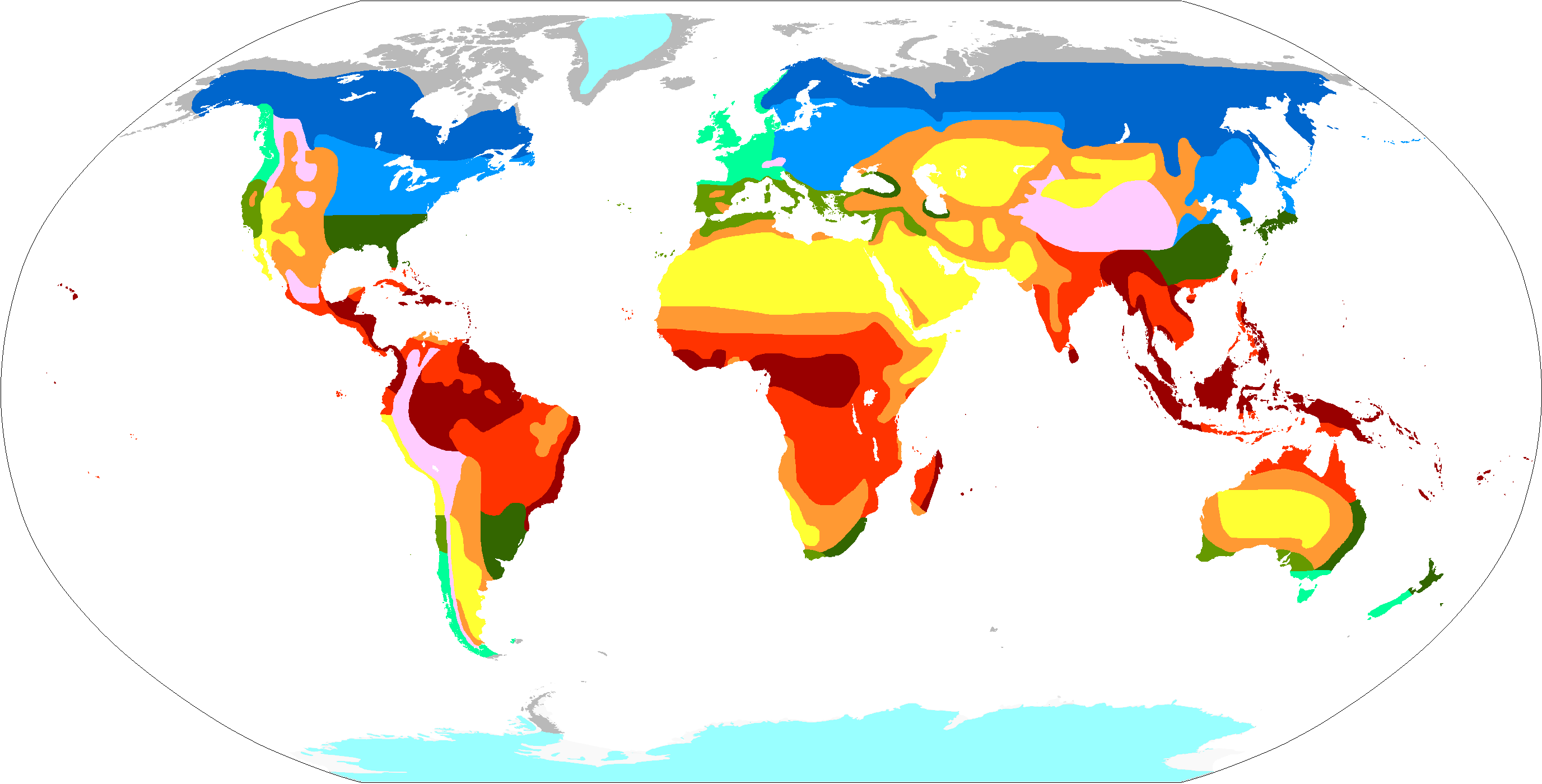
Trewartha climate types for the world (1967)

سامانهٔ طبقه‌بندی اقلیمی تروارثا ورژن تغییر داده شدهٔ سامانه طبقه‌بندی اقلیمی کوپن و پاسخی به کمبودهای آن است. سیستم تروارثا در سال ۱۹۶۶ و ۱۹۸۰ به روز شد. سیستم تروارثا که نسبت به سیستم کوپن جدیدتر است کوشش دارد عرض‌های جغرافیایی میانی را با ظرافت بیشتری تعریف نماید تا با پوشش گیاهی منطقه‌ای و سیستم‌های اقلیمی ژنتیک مطابقت بیشتری داشته باشند. این تغییر بیشتر در آسیا و آمریکای شمالی که بسیاری از مناطق در سیستم کوپن در یک منطقهٔ اقلیمی C قرار می‌گیرند کارایی بیشتری دارد؛ مثلاً در سیستم استاندارد کوپن ایالت واشینگتن و اورگن در همان طبقهٔ اقلیمی قرار می‌گیرند که جنوب کالیفرنیا قرار می‌گیرد، در صورتی که این دو منطقه دارای آب‌وهوا و پوشش گیاهی مختلفی هستند. همچنین سیستم کوپن ایالت‌های غرب میانه آمریکا را با ایالت‌های سواحل خلیج در یک اقلیم قرار می‌دهد.
سیستم طبقه‌بندی تروارثا عرض‌های جغرافیایی میانی را به مناطق زیر تقسیم می‌کند:
1. نیمه گرمسیری-دست کم ۸ ماه از سال دارای میانگین دمای ۱۰ درجه سانتیگراد یا بیشتر است.
2. معتدل-۴ تا ۷ ماه از سال دارای میانگین دمای ۱۰ درجه سانتیگراد یا بیشتر است.
3. نیمه قطبی-یک تا ۳ ماه از سال دارای میانگین دمای ۱۰ درجه یا بیشتر است.

گمان می‌رود این تغییرها در سیستم قدیمی تر کوپن که منجر به پدید آمدن سیستم جدیدتر تروارثا شد واقعیت‌های اقلیمی را بهتر بازتاب می‌دهد.

## ساختار

### گروه A
گروه A همان اقلیم استوایی است و دارای تعریفی یکسان با این اقلیم در سیستم کوپن می‌باشد؛ یعنی طبق تعریف هر دو سیستم میانگین دمای دوازده ماه سال ۱۸ درجه یا بیشتر است. مناطقی که حداکثر دارای ۲ ماه خشک در سال هستند با Ar حروف گذاری می‌شوند (در کوپن با Af نشان داده می‌شود). تعریف ماه خشک در سیستم‌های کوپن و تروارثا یکسان است. ماه خشک به ماهی می‌گویند که میانگین بارش در آن کمتر از ۶۰ میلیمتر باشد. بقیهٔ مناطق گروه A اگر فصل‌های خشک آنها در زمستان باشد با Aw و اگر فصل‌های خشک آنها در تابستان باشد با As نشان داده می‌شوند. در سیستم تروارثای اولیه اقلیم موسمی وجود نداشت، ولی بعداً طبق همان تعریف‌های سیستم کوپن (به استثنای این که سه ماه در سال، به جای یک ماه، باید دارای میانگین بارش حداکثر ۶۰ میلیمتر باشد) این اقلیم نیز افزوده شد که با Am نشان داده می‌شود.

### گروه B
BW و BS در سیستم‌های تروارثا و کوپن دارای تعریفی یکسان هستند. در سیستم تروارثا گاهی BWn به صورت BM نشان داده می‌شود(M سرواژهٔ marine به معنی دریایی است)، ولی فرمول متفاوتی در تروارثا برای آستانهٔ خشکی به کار می‌رود: 10X(T-10)+3P
T برابر است با میانگین دمای سالانه بر درجهٔ سانتیگراد و P نشانگر درصد کل بارش در ۶ ماه گرمتر سال است (از آوریل تا سپتامبر در نیمکرهٔ شمالی و از اکتبر تا مارس در نیمکرهٔ جنوبی). اگر میزان بارش منطقه‌ای کمتر از فرمول بالا باشد اقلیم آن منطقه بیابانی(BW) است. اگر برابر یا بیشتر از فرمول بالارال ولی کمتر از دوبرابر آن باشد آن اقلیم نیمه خشک(BS) است و اگر میزان بارش بیشتر از دوبرابر فرمول باشد آن اقلیم در گروه B جای نمی‌گیرد. بر خلاف طبقه‌بندی کوپن هیچ زیرمجموعهٔ گرمایی در این گروه وجود ندارد، مگر در مورد مقیاس گرمای جهان که در پایان این مقاله توضیح آن آمده‌است.

### گروه C
در سیستم تروارثا این گروه فقط شامل اقلیم‌های نیمه گرمسیری می‌شود. در اقلیم نیمه گرمسیری دست ککم ۸ ماه از سال دما بالای ۱۰ درجه سانتیگراد است). Cs و Cw در سیستم تروارثا و سیستم کوپن دارای معنی یکسانی هستند، ولی اقلیم نیمه خشکی که دارای هیچ فصل متمایزی نیست با Cr نشان داده می‌شود و نه مانند سیستم کوپن با Cf. برای Cs میانگین بارش سالانه باید کمتر از ۸۹۰ میلیمتر و در خشک‌ترین ماه تابستان کمتر از ۳۰ میلیمتر باشد و کمتر از یک سوم رطوبت مرطوب‌ترین ماه زمستان را داشته باشد.

### گروه D
این گروه شامل اقلیم‌های معتدل است(۴ تا ۷ ماه بالای ۱۰ درجه سانتیگراد). اقلیم معتدل اقیانوسی (در سیستم کوپن بیشتر Cfb و Cwb که برخی از آنها در سیستم تروارثا به ترتیب Cr و Cw هستند) در سیستم تروارثا با DO نشان داده می‌شود و اقلیم معتدل قاره‌ای با DCa (در کوپن Dfa و Dwa و Dsa) و DCb (در کوپن Dfb و Dwb و Dsb) نشان داده می‌شود. در اقلیم‌های قاره‌ای گاهی حرف سوم a یا b حذف می‌شود و فقط با DC نشان داده می‌شود و گاهی حرف نشانگر فصل بارش (r, w, s) به اقلیم‌های اقیانوسی و قاره‌ای افزوده می‌شود. نقطهٔ دمایی جداکننده اقلیم قاره‌ای و اقیانوسی دمای منفی ۳ درجه سانتیگراد در سردترین ماه است، گرچه برخی از اقلیم شناسان به ویژه در ایالات متحدهٔ صفر درجه سانتیگراد در سردترین ماه را محدودهٔ اقلیم‌های قاره‌ای می‌دانند.

### گروه E
این گروه شامل مناطق یخبندان است که تعریفی مانند سیستم کوپن دارد؛ یعنی یک تا ۳ ماه از سال دارای دمای میانگین ۱۰ درجهٔ سانتیگراد یا بالاتر است که در سیستم کوپن شامل Cfc و Cwc و Csc و Dfc و Dwc و Dsc و Dfd و Dwd و Dsd می‌شود. در سیستم تروارثای اولیه این گروه دارای تقسیم‌بندی‌های بیشتری نبود، ولی بعداً به EO (نیمه قطبی اقیانوسی) و EC (نیمه قطبی قاره‌ای) بخش‌بندی گردید. در نیمه قطبی اقیانوسی میانگین سردترین ماه بالای منفی ۱۰ درجهٔ سانتیگراد است، در حالی که در نیمه قطبی قاره‌ای دست کم یک ماه از سال دارای دمای میانگین منفی ۱۰ درجه سانتیگراد یا پایین‌تر است. مانند گروه D یک حرف سوم که نشانگر فصل بارش است می‌تواند به آن افزوده شود. در سیستم تروارثا معادل جداگانه‌ای برای Dwd/Dfd در کوپن وجود ندارد.

### گروه F
این گروه گروه اقلیمی قطبی است که به دو بخش Ft (در کوپن ET) و Fi (در کوپن EF) تقسیم می‌شود.

### گروه H
این گروه شامل اقلیم‌های مرتفع است که در آن ارتفاع نقش اساسی در تعیین طبقه‌بندی اقلیمی بازی می‌کند.

## مقیاس دمای جهانی
گزینه‌ای وجود دارد که اطلاعاتی را دربارهٔ گرمترین ماه و سردترین ماه برای همهٔ اقلیم‌ها به وسیلهٔ افزودن حرف سوم (گرمترین ماه) و چهارم (سردترین ماه) نشان می‌دهد. این حروف به قرار زیر هستند:
- i - به شدت داغ: میانگین دمای ماهانه ۳۵ درجهٔ سانتیگراد یا بالاتر است.
- h - خیلی داغ: ۲۸ تا ۳۴/۹ سانتیگراد.
- a - داغ: ۲۳ تا ۲۷/۹ سانتیگراد.
- b - گرم: ۱۸ تا ۲۲/۹ سانتیگراد.
- l - ملایم: ۱۰ تا ۱۷/۹ سانتیگراد.
- k - خنک: ۰/۱ تا ۹/۹ سانتیگراد.
- o - سرد: صفر تا ۹/۹- سانتیگراد.
- c - خیلی سرد: ۱۰- تا ۲۴/۹- سانتیگراد.
- d - به شدت سرد: ۲۵- تا ۳۹/۹- سانتیگراد.
- e - فوق‌العاده سرد: ۴۰- درجهٔ سانتیگراد یا پایین‌تر.

برای نمونه Afaa برای سورابایا، BWhl برای اسوان، Crhk برای دالاس، DObk برای لندن، EClc برای آرخانگلسک و FTkd برای بارو به کار می‌روند.